# Loxofidonia taiwana
Loxofidonia taiwana är en fjärilsart som beskrevs av Alfred Ernest Wileman 1914. Loxofidonia taiwana ingår i släktet Loxofidonia och familjen mätare. Inga underarter finns listade i Catalogue of Life.